# UTair Express
UTair Express (ros. ЮТэйр-Экспресс) – rosyjska linia lotnicza wchodząca w skład Grupy UTair, wykonywała ona rejsy krajowe oraz czarterowe. Głównym portem lotniczym był Port lotniczy Syktywkar.
10 czerwca 2015 roku Rosyjska Federalna Agencja Transportu odebrała UTair Express koncesję na wykonywanie przewozów lotniczych. Linie wstrzymały wszystkie loty, a flota samolotów ATR 72 została przetransferowana z powrotem do UTair Aviation.  
W skład floty linii UTair Express w dniu 16 lutego 2015 wchodziły samoloty:
- An-24 - 13
- ATR 72-500 - 15 (Leasingowane od UTair Aviation)